# Vatertag
Der Vatertag (regional auch Herrentag oder Männertag) ist ein in verschiedenen Teilen der Welt begangenes Brauchtum zu Ehren der Väter und der Vaterschaft. Je nach Land und Region wird er jährlich an anderen Tagen gefeiert.

## Deutschsprachiger Raum

### Deutschland

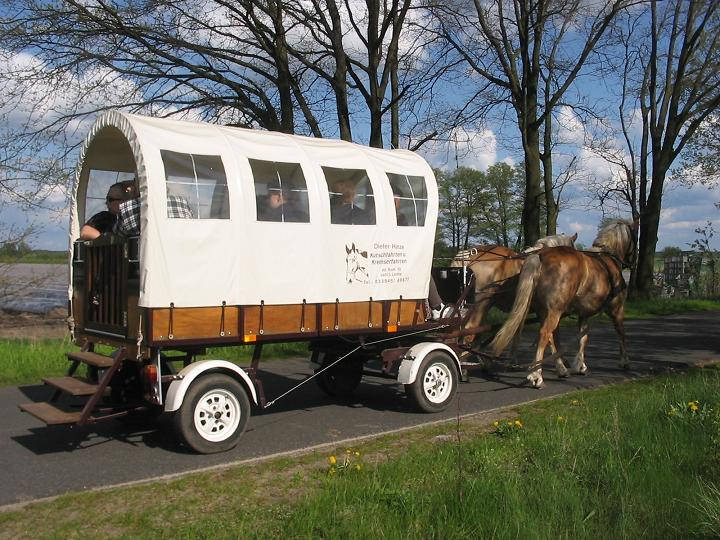
Kutschfahrt am Vatertag (2008)

Der volkstümliche Vatertag wird in Deutschland an Christi Himmelfahrt, das ein gesetzlicher Feiertag ist, begangen, dem 40. Tag des Osterfestkreises. Er wird vor allem im stärker atheistisch geprägten Ostdeutschland auch als „Herrentag“ bezeichnet, wobei im Brauchtum statt religiöser Inhalte die Herrentagspartie im Vordergrund steht. In Mecklenburg-Vorpommern, Sachsen, Sachsen-Anhalt, Thüringen und Teilen Brandenburgs wird auch die Bezeichnung „Männertag“ verwendet.
Die heutige Form des Vatertag-Feierns kam Ende des 19. Jahrhunderts in Berlin und Umgebung auf, vermutlich aus wirtschaftlichen Interessen von Brauereiunternehmern ins Leben gerufen. In der DDR war Christi Himmelfahrt nur bis 1966 und im Jahr 1990 ein gesetzlicher Feiertag; dort wurden diverse Möglichkeiten genutzt, an diesem Tag dennoch eine Herrentagspartie machen zu können. So bestand das Recht für Angehörige von Religionsgemeinschaften, ihre Festtage zu feiern, sofern das vom Arbeitgeber eingeräumt wurde oder werden konnte.

Wenn auch in Deutschland inzwischen in großen Teilen der Bevölkerung und Medien das Vatertag-Feiern die Wahrnehmung des Feiertages Christi Himmelfahrt als christlich-religiöser Festtag verdrängt zu haben scheint, ist an dem speziell deutschen Brauch der Herrentagspartie auch Kritik geübt worden: 
- Im Gegensatz zum Vatertag in vielen anderen europäischen und außereuropäischen Ländern und zum Muttertag, in deren Zentrum der Dank der Kinder für eine Lebensleistung steht, würden Väter bzw. Männer in Deutschland mit der Herrenpartie hauptsächlich sich selbst feiern.[4]
- Mit der Herrentagspartie werde ein überkommenes Männerbild von Männerbünden und übermäßigem Alkoholkonsum sowie Ausschluss von Frauen und Kindern zementiert.[5]

Es gibt (Stand 2013) Initiativen, den Vatertag auch in Deutschland als Familientag mit Ehepartner und Kindern zu feiern.

### Österreich
In Österreich versteht man unter dem Vatertag den zweiten Sonntag im Juni, der analog zum Muttertag einen Anlass zum Kauf von Blumen und kleinen Geschenken bieten soll. Der Vatertag wurde in Österreich erstmals 1956 gefeiert. 2009 erreichte der Vatertag in Österreich mit 108 Millionen Euro 2/3 der Muttertagsumsätze (2009: 156 Mio. Euro).

### Schweiz
In der Schweiz wird der Vatertag traditionell nicht gefeiert und lediglich in Migrantenfamilien aus Deutschland und in Grenzregionen vereinzelt begangen.
Erstmals 2007 wurde dieser Fest- und Aktionstag von der Schweizer Männer- und Väterorganisation „männer.ch“ ausgerufen. Der sogenannte Schweizer Vätertag wird jeweils am ersten Sonntag im Juni landesweit gefeiert. Gemäß den Initianten aus der Männerbewegung (männer.ch) soll der Schweizer Vätertag Wertschätzung für väterliches Engagement zum Ausdruck bringen. Im Unterschied zu Vatertagen in anderen Ländern besteht der Vätertag in erster Linie in einem Väter-Kinder-Aktionstag und zielt auch auf eine politische Dimension: Die Rahmenbedingungen für ein engagiertes Vatersein in Beruf, Familie und Gesellschaft sollen verbessert werden. Bei der ersten Durchführung am 17. Juni 2007 fanden regionale Veranstaltungen statt und in den Medien wurde über die politischen Forderungen berichtet. Bei der zweiten Durchführung am 15. Juni 2008 standen die Herausforderungen rund um die Vereinbarkeit von Familie und Beruf im Zentrum.
Im Tessin wird der Vatertag wie in Italien am Josefstag, dem 19. März, gefeiert, dem Fest des hl. Josef, nach der Bibel (Mt 1,20-25 ) der Pflegevater Jesu.
Vor Einführung des Frauenstimmrechts wurde der Tag der Landsgemeinde in den Landsgemeindekantonen eher scherzhaft „Vatertag“ genannt. Dieser Tag war bzw. ist, wie etwa in Nidwalden, Obwalden, Appenzell Ausserrhoden und Appenzell Innerrhoden, üblicherweise der letzte Sonntag im April bzw. im Kanton Glarus der erste Sonntag im Mai.

### Liechtenstein
In Liechtenstein wird der Vatertag wie in Italien am Josefstag, dem 19. März, gefeiert.

### Luxemburg
In Luxemburg begeht man den Vatertag (Pappendag) am ersten Sonntag im Oktober. Die Kinder schenken ihrem Vater Blumen oder kleine Geschenke oder Bastelarbeiten. In der Grundschule werden teilweise Vatertagslieder vorbereitet und zuhause dann vorgetragen.

## Übriges Europa
- In Belgien wird der Vatertag am zweiten Sonntag im Juni begangen. Davon ausgenommen ist die Region Antwerpen, dort fällt der Vatertag auf den Josefstag.
- In Bulgarien wird der Vatertag am 26. Dezember gefeiert, der im dortigen Regionalkalender unter anderem das Fest des heiligen Josef ist.
- In Dänemark wird der Vatertag am 5. Juni, der auch der Tag des dänischen Grundgesetzes ist, gefeiert.
- In Estland und Finnland wird der Vatertag am zweiten Sonntag im November gefeiert.
- In Frankreich wird der Vatertag seit 1952 am dritten Sonntag im Juni gefeiert, in Irland (Fathers Day) ebenfalls am dritten Sonntag im Juni. Hierzu sind in den Wochen zuvor in vielen Kaufhäusern Sondertische mit speziellen Männergeschenken angerichtet.
- Auf Island begeht man den Vatertag am zweiten Novembersonntag; erstmals wurde er im Jahr 2006 gefeiert.
- Im vorwiegend katholischen Italien wird der Vatertag (Festa del papà) am Josefstag, dem 19. März, gefeiert. Der Vatertag ist hier ein im Brauchtum verwurzelter Familienfeiertag, der als Pendant zum Muttertag gefeiert und begangen wird. Die Kinder basteln oder kaufen kleine Geschenke für den Vater, lernen Gedichte oder führen in Kindergarten und Schule kleine Stücke auf.
- Kroatien: In Kroatien wird der Vatertag (Očev dan) am Josefstag gefeiert.
- In Litauen wird der Vatertag am ersten Sonntag im Juni gefeiert, vier Wochen nach dem Muttertag (erster Sonntag im Mai).
- In den Niederlanden wird der Vatertag (Vaderdag) seit 1948 am dritten Sonntag im Juni gefeiert.[12] Typischerweise wird den Vätern an diesem Tag das Frühstück ans Bett gebracht und es werden typische Männergeschenke überreicht.[2]
- In Polen wird der Vatertag (Dzień Ojca) am 23. Juni begangen.
- In Portugal wird der Vatertag (Dia do Pai) am 19. März gefeiert.
- In Rumänien wird der Vatertag seit 2010 am 2. Sonntag im Mai begangen, zuvor beging man ihn am 5. Mai.
- In Russland wird etwa seit der Jahrtausendwende am dritten Sonntag im Oktober Vatertag gefeiert, seit Präsidentenerlass vom 4. Oktober 2021 ist er auch offiziell ein landesweiter Feiertag.

- Der schwedische fars dag wird am zweiten Sonntag im November gefeiert. 1931 kam die Tradition aus den Vereinigten Staaten nach Schweden und wurde zunächst auch im Juni gefeiert. Später wurde der Vatertag auf Wunsch der nordischen Handelsgemeinschaft auf den November verlegt, um ihm einen dem Muttertag vergleichbaren Status zu verleihen. Auch wurde so eine erhöhte Kommerzialisierung des Feiertags erreicht. Der Vatertag wird, abgesehen von Dänemark, in ganz Skandinavien sowie Estland und Finnland am gleichen Datum begangen.
- Slowakei: Ursprünglich wurde der Vatertag in der Slowakei am Josefstag begangen. Inzwischen wurde der amerikanische Termin adaptiert und der Vatertag ist am dritten Sonntag im Juni.
- Die Spanier begehen den Vatertag (Día del Padre oder Día de los Padres) ebenfalls am Josefstag. Kinder machen ihren Vätern selbstgemalte oder -gebastelte Geschenke. Maßgeblich an der Entstehung dieses Festtages beteiligt war die Schullehrerin Manuela Vicente Ferrero mit ihrer Schule nahe Madrid, die 1948 ein Fest in ihrer Schule organisierte, bei dem die Väter ihrer Schüler bewirtet wurden. Das Fest sollte einen Ausgleich zum bereits vorhandenen Muttertag bilden und die neidischen Väter besänftigen.
- Tschechien: Der Vatertag wird am dritten Sonntag im Juni begangen, hatte aber nie eine große Bedeutung. Die erste Veranstaltung, die den Vatertag feiert, ist das Tátafest, das seit 2007 in vielen Städten in Tschechien stattfindet und von der Liga otevřených mužů (Liga der Offenen Männer) zusammen mit verschiedenen Familien- und Gemeinschaftszentren organisiert wird.[13]
- In der Türkei wird der Vatertag (babalar günü) am dritten Sonntag im Juni begangen.
- Auch in Ungarn findet der Vatertag am dritten Sonntag im Juni statt. Allerdings spielt er in der Gesellschaft im Gegensatz zum Muttertag, der dort am ersten Sonntag im Mai gefeiert wird, und noch mehr zum Frauentag am 8. März, keine Rolle.
- In der Ukraine wird der Vatertag am 3. Sonntag im Juni gefeiert.
- Im Vereinigten Königreich wird der Vatertag am dritten Sonntag im Juni gefeiert.

## Vereinigte Staaten
In den Vereinigten Staaten von Amerika wird der Vatertag am dritten Sonntag im Juni gefeiert. Im Jahre 1909 brachte Sonora Smart Dodd erstmals die Idee eines Father’s Day auf, um ihren Vater William Jackson Smart, einen Veteranen des Bürgerkriegs, zu ehren. Dessen Frau war bei der Geburt des sechsten Kindes gestorben, und Mr. Smart zog das Neugeborene sowie die anderen fünf Kinder alleine auf einer Farm im Osten des Bundesstaates Washington auf. Mrs. Dodd wollte die Kraft und die Selbstlosigkeit ehren, die ihr Vater seinen Kindern entgegengebracht hatte. Der erste Vatertag wurde am 19. Juni 1910 in Spokane (Washington) begangen. Zur selben Zeit tauchten in verschiedenen US-Städten Vatertagsfeiern auf. 1924 unterstützte US-Präsident Calvin Coolidge die Idee eines nationalen Vatertags. In den 1920ern gab es einen erfolglosen Versuch von Krawattenfabrikanten, den Vatertag (am 1. Sonntag im Juni) als Anlass zu vermarkten, zu dem Krawatten verschenkt werden sollen. 1966 unterzeichnete Präsident Lyndon Johnson eine Proklamation, die den dritten Junisonntag zum Vatertag erklärte. Präsident Nixon erhob 1972, mittels Public Law 92-278, den Vatertag in den Rang eines offiziellen Feiertages am dritten Sonntag im Juni. Am Vatertag erhalten die Väter von ihren Kindern Geschenke oder Blumen, werden Gedichte aufgesagt oder gemeinsame Ausflüge gemacht.

## Lateinamerika
- In Argentinien, Chile, Panama, Costa Rica, Paraguay, Ecuador, Peru, Kolumbien, Mexiko und Venezuela wird der Vatertag jedes Jahr am dritten Sonntag im Juni gefeiert.
- In Bolivien feiert man den Dia del Padre am 19. März, dem Josefstag.
- In Brasilien wird der Vatertag jedes Jahr am zweiten Sonntag im August gefeiert.
- In Kuba feiert man den Vätertag (Día de los Padres) am 3. Sonntag im Juni. Dieses Datum geht auf eine Initiative der Schriftstellerin Dulce María Borrero zurück, die sich für einen landesweiten Gedenktag für die Väter einsetzte. Das erste Mal wurde der Vatertag in Kuba am 19. Juni 1938 begangen.

## Asien
- In der Republik China (Taiwan) begeht man den Vatertag am 8. August. Dies rührt daher, dass die Acht im Chinesischen ba (chinesisch 八, Pinyin bā) ausgesprochen wird und der achte Tag des achten Monats daher in Kurzform baba heißt, was zugleich der chinesischen Aussprache für Vater (chinesisch 爸爸, Pinyin bàba) ähnelt. Zudem ist die 8 auch ein Glückssymbol.
- In der Volksrepublik China (inklusive Hongkong), Japan und auf den Philippinen wird der Vatertag am dritten Sonntag im Juni begangen. In Japan heißt dieser Tag chichi no hi und ist kein gesetzlicher Feiertag.
- In Indonesien hat der Vatertag keine Tradition. Der indonesische Vatertag (Hari Ayah, „Tag [des] Vaters“) wurde nach einer Initiative einer Mütterorganisation erstmals 2016 vom Ministerium für Familie, Bildung und Kultur deklariert. Er wird am 12. November begangen und ist kein gesetzlicher Feiertag.[15]
- Im Iran wird der Vatertag am Jahrestag des Geburtstages des ersten schiitischen Imams, Ali, begangen. Dieser Tag verschiebt sich auf Grund der islamischen Zeitrechnung und des Mondkalenders von Jahr zu Jahr.
- In Südkorea gibt es keinen Vatertag, jedoch einen Kindertag am 5. Mai, der als gesetzlicher Feiertag dazu dienen soll, dass Väter Zeit für ihre Familie haben. Obendrein gilt der 8. Mai, allerdings nicht gesetzlich, als Elterntag.
- In Thailand wird der Vatertag Wan Phor genannt und ist ein landesweiter Feiertag. Er wurde bis zum Tod von König Bhumibol Adulyadej an dessen Geburtstag begangen, dem 5. Dezember. An diesem Tag wurden hervorragende Väter des Landes (in wechselnder Anzahl) ausgezeichnet. Im Jahr 2004 waren es 327 Väter. Wenn der 5. Dezember auf einen Sonntag fiel, wurde der Vatertag am Montag danach gefeiert. Der neue König Rama X. hat am 28. Juli Geburtstag.

## Australien und Ozeanien
- In Australien und Neuseeland begeht man den Vatertag am ersten Sonntag im September.

## Afrika
- In Südafrika findet der Vatertag am dritten Sonntag im Juni statt.

## Internationaler Vatertag
Aus der Tradition des US-amerikanischen dritten Sonntags im Juni hat sich seit 2012 der Internationale Vatertag entwickelt.

## Datums-Übersicht
| Bezug                  | Frühestens             | Spätestens             | Länder |
| ---------------------- | ---------------------- | ---------------------- | --- |
| 06. Januar0            | 06. Januar0            | 06. Januar0            | Serbien |
| 023. Februar0          | 023. Februar0          | 023. Februar0          | Russland (Tag des Verteidigers des Vaterlandes) |
| 019. März (Josefstag)0 | 019. März (Josefstag)0 | 019. März (Josefstag)0 | Andorra, Bolivien, Italien, Liechtenstein, Portugal, Spanien, Honduras, Mosambik, Kroatien, Schweiz - Tessin |
| 07. Mai0               | 07. Mai0               | 07. Mai0               | Kasachstan |
| 08. Mai0               | 08. Mai0               | 08. Mai0               | Südkorea (Tag der Eltern) |
| 0Mai: 2. So.0          | 08. Mai0               | 014. Mai0              | Rumänien |
| 0Himmelfahrt0          | 030. April0            | 02. Juni0              | Deutschland |
| 0Mai: 3. So.0          | 015. Mai0              | 021. Mai0              | Tonga |
| 0Juni: 1. So.0         | 01. Juni0              | 07. Juni0              | Litauen, Schweiz |
| 05. Juni0              | 05. Juni0              | 05. Juni0              | Dänemark |
| 0Juni: 2. So.0         | 08. Juni0              | 014. Juni0             | Österreich, Belgien |
| 017. Juni0             | 017. Juni0             | 017. Juni0             | El Salvador, Pakistan, Guatemala |
| 0Juni: 3. So.0         | 015. Juni0             | 021. Juni0             | Japan, Volksrepublik China, Hongkong, Puerto Rico, Vereinigte Staaten, Indien, Vereinigtes Königreich, Kanada, Kenia, Chile, Kolumbien, Costa Rica, Frankreich, Türkei, Peru, Slowakei, Slowenien, Südafrika, Singapur, Ukraine, Mexiko, Irland, Niederlande, Griechenland, Argentinien, Paraguay, Kuba, Ecuador, Panama, Ungarn, Venezuela, Philippinen |
| 023. Juni0             | 023. Juni0             | 023. Juni0             | Polen, Nicaragua |
| 0Juli: 2. So.0         | 08. Juli0              | 014. Juli0             | Uruguay |
| 0Juli: letzter So.0    | 025. Juli0             | 031. Juli0             | Dominikanische Republik |
| 028. Juli0             | 028. Juli0             | 028. Juli0             | Thailand |
| 08. August0            | 08. August0            | 08. August0            | Taiwan |
| 0August: 2. So.0       | 08. August0            | 014. August0           | Brasilien, Samoa |
| 0September: 1. So.0    | 01. September0         | 07. September0         | Australien, Neuseeland |
| 0September: 2. So.0    | 08. September0         | 014. September0        | Lettland |
| 0Oktober: 1. So.0      | 01. Oktober0           | 07. Oktober0           | Luxemburg |
| 0Oktober: 3. So.0      | 09. Oktober0           | 021. Oktober0          | Russland |
| 0November: 2. So.0     | 08. November0          | 014. November0         | Estland, Finnland, Norwegen, Island, Schweden |
| 012. November0         | 012. November0         | 012. November0         | Indonesien |
| 026. Dezember0         | 026. Dezember0         | 026. Dezember0         | Bulgarien |